# Смолигове
Смолигове (рос. Смолигово) — присілок в Дятьковському районі Брянської області Російської Федерації.
Населення становить 2 особи. Входить до складу муніципального утворення Бытошське міське поселення.

## Історія
Від 2005 року входить до складу муніципального утворення Бытошське міське поселення.

## Населення
| 2010 | 2013 |
| ---- | ---- |
| 2    | →2   |